# Kwame Ayew
Kwame Ayew (* 28. Dezember 1973 in Accra) ist ein ehemaliger ghanaischer Fußballspieler.
Kwame Ayew ist der jüngere Bruder des ghanaischen FIFA-100-Fußballers Abédi Pelé. Er gilt zwar als technisch nicht sehr versiert, gleicht dies aber durch seine Schnelligkeit und hohe physische Belastbarkeit aus. Damit wird er als ein klassischer Konterstürmer bezeichnet.

## Verein
Seine Karriere als Fußballer begann Kwame Ayew 1990 bei dem ivorischen Club Africa Sports aus Abidjan. Doch noch in diesem Jahr wechselte er zum FC Metz nach Frankreich. Nachdem Ghana bei der Olympiade 1992 in Barcelona den dritten Platz des Fußballturniers errang, wurde er von Al-Ahli aus Saudi-Arabien verpflichtet. Dort spielte er so erfolgreich, dass er das Interesse des italienischen Clubs US Lecce weckte. Nach zwei weniger erfolgreichen Jahren in der Serie A wechselte Ayew nach Portugal, wo er in seiner ersten Saison bei União Leiria nur Ersatz war. Nach einem weiteren, besseren Jahr für Vitória Setúbal wurde er von dem Spitzenclub Boavista Porto verpflichtet, bei dem er zwei sehr erfolgreiche Jahre hatte. Dennoch wechselte er zum Ligakonkurrenten Sporting Lissabon. Als er hier weniger erfolgreich war, wanderte er nach nur einer Saison weiter zu Yozgatspor in die Türkei. Doch auch hier hielt es ihn nicht lange, sodass er zu Kocaelispor weiterzog. 2003 wechselte er dann in die chinesische Liga zu Shenyang Ginde. Von 2004 bis 2006 spielte er für Xi’an Chanba, bis 2005 hieß der Club noch Shanghai International. Dort wurde er 2005 auch Torschützenkönig.
Im Januar 2007 wechselte Ayew zu Vitória Setúbal, wo er bis Saisonende unterschrieb und im Anschluss seine Karriere beendete.

## Nationalmannschaft
1992 errang Kwame Ayew seine wichtigste internationale Auszeichnung, als er mit Ghana die Bronzemedaille bei den Olympischen Spielen gewann. In der A-Nationalmannschaft absolvierte er zwischen 1992 und 2001 insgesamt knapp 30 Länderspiele, in denen er elf Tore erzielen konnte.